# Bill Richard Wallace
William « Bill » Richard Wallace, né en août 1881 à Young et mort le 17 juillet 1989  à l'hôpital psychiatrique d'Aradale, est un meurtrier et prisonnier australien, reconnu comme étant le plus vieux prisonnier du monde. Lors de sa mort, à presque 108 ans, il était détenu depuis plus de 63 ans et avait passé la majeure partie de sa vie dans l'établissement J Ward pour aliénés criminels, à Ararat, dans l'État de Victoria,.

## Biographie
Bill Richard Wallace est né en août 1881 à Young, en Nouvelle-Galles du Sud, d'Alexander Wallace et Walterina Young.
Le 9 décembre 1925, Wallace tire mortellement sur William Ernest Williams, un Américain de 23 ans, au Waterloo Café de King Street, à Melbourne. Il est arrêté à la suite de son crime et placé en détention provisoire. Les circonstances de ce meurtre demeurent assez mystérieuses : Wallace aurait été en colère contre le jeune homme, qui refusait d'arrêter de fumer à l'intérieur du café, et aurait attendu qu'il sorte pour lui tirer dessus.
Alors que plusieurs clients du café ont vu Wallace et Williams se disputer, au sujet de la fumée de cigarette, alors qu'ils déjeunaient, aucun n'a été témoin de la fusillade. Wallace refuse de coopérer aux interrogatoires, au-delà d'informations de base telles que son nom et son lieu de naissance. 
Le 20 février 1926, deux médecins distincts le déclarent irresponsable et inapte à subir un procès. Il est ensuite interné à l'hôpital psychiatrique de J Ward, sous la décision du gouverneur.
Lors de son internement, Wallace semble heureux de vivre à J Ward, portant toujours un costume acheté chaque année à un tailleur d'Ararat, et passant son temps à jouer aux échecs et à fumer. Il est également connu pour un tempérament violent et pour avoir agressé plusieurs codétenus.
La publicité faite autour de son centième anniversaire, en août 1981, conduit à une pétition pour sa libération, qui est finalement été accordée. Il refuse cependant cette sortie, en répondant par les mots suivants : « Ne soyez pas stupides, je vis ici ». Son grand âge lui vaut également d'être surnommé « le vieux Bill » (« Old Bill Wallace »),.
À cette époque, il est transféré dans le service gériatrique de l'hôpital psychiatrique d'Aradale, où il meurt le 17 juillet 1989, à quelques semaines de son 108e anniversaire. Il est enterré au cimetière d'Ararat.